# ديفيد غران
ديفيد غران (مواليد 10 مارس 1967) هو صحفي وكاتب أمريكي.